# Kyrkbok
Kyrkbok (eller kyrkobok) är ett register som kyrkan (församlingen) var ålagd att föra över alla församlingens invånare.

## Historia
I Europa finns det anteckningar över dop, vigslar och begravningar bevarade tidigast från 1300-talet. Det är sällsynt med kompletta register över samma församling. De äldsta noteringarna finns i Frankrike och Italien, och äldst är en förteckning över begravna i den lilla staden Givry, i östra Frankrike, med början 1334. Uppteckningar för åren före 1500 är sällsynta. I länderna norr och västerut i Europa är de äldsta uppteckningarna från slutet av 1400-talet, och mycket sällsynta. I Norden finns inga kända medeltida kyrkböcker.
År 1497 presenterade kardinalen Francisco Ximénez de Cisneros ett dopregister i Toledo, Spanien, detta blev modellen för den registrering som den katolska kyrkan senare skulle införa i resten av Europa. Vid det tridentinska kyrkomötet år 1563, ålade den romersk-katolska kyrkan, som en del av motreformationen alla sina präster att fortsättningsvis föra dop- och vigselregister i sina församlingar.

### Norden
De första bestämmelserna om ministerialböcker i de nordiska länderna utfärdades i början av 1600-talet. I Danmark finns föreskrifter i synodalakter från Fyens stift 1607, enligt dessa skall såväl dop-, vigsel- samt begravningsregister föras. På 1640-talet utfärdades statliga föreskrifter om kyrkobokföring. Den äldsta bevarade danska kyrkoboken är daterad 1611 och kommer från Nordby på Fanö, den innehåller endast dopanteckningar. I Norge är den äldsta bevarade kyrkoboken från Andebu i Oslo stift och har begynnelseåret 1623.
Den första föreskriften om folkbokföring i Sverige utfärdades för Västerås stift av Johannes Rudbeckius 1619, där han beslutade att dop-, vigsel- och begravningsböcker skulle föras. Detta kom senare även att införas i andra stift och blev en förebild för husförhörslängderna. De kyrkoräkenskaper med uppgifter om vigslar, dop och begravningar som fördes dessförinnan fungerade som en enklare form av kyrkböcker. Av dessa finns ett antal, om än ett relativt fåtal bevarade från medeltiden. Genom 1686 års kyrkolag infördes bestämmelser om att kyrkböcker skulle upprättas i varje församling i hela riket. Prästerna hade relativ stor frihet när det kom till utformningen av kyrkoböckerna och de uppvisar därför stor variation mellan församlingarna samt över tid. Det saknades också regler för arkivering av kyrkböcker, vilket har medfört att en del äldre böcker har slängts eller försvunnit. Först 1860 infördes standardiserade kyrkböcker, där prästernas handhavande av dessa reglerades.

## Släktforskning i kyrkböcker
Kyrkböcker utgör grunden för nästan all släktforskning världen över. Kyrkböckerna har avfotograferats i många länder, varför man numera kan läsa dem som mikrofilm i särskilda läsapparater, eller här i Norden, som digitala bilder på Internet. I Sverige begränsas kyrkböckernas tillgänglighet av sekretesskäl när det kommer till information yngre än 70 år, eller i vissa fall 100 år.

## Svenska typer av kyrkböcker
Vissa typer av kyrkböcker kallas "ministerialböcker". Skatteverket definierar dessa på följande vis:
"Ministerialbok: Gemensamt namn på födelse- och dopbok, konfirmationsbok, lysnings- och vigselbok (numera äktenskapsbok) samt död- och begravningsbok, vilka förr vanligen fördes av prästen (på latin minister) själv utan biträde samt innehöll anteckningar om hans ämbetshandlingar".

### Ministerialböcker
- Födelsebok
- Dopbok
- Konfirmationsbok
- Lysningsbok
- Vigselbok
- Dödbok
- Begravningsbok

### Övriga kyrkböcker
- Husförhörslängd
- Församlingsbok
- Flyttningslängd
- Kommunionlängd
- Bänklängd eller stolrumslängd